# SS 1

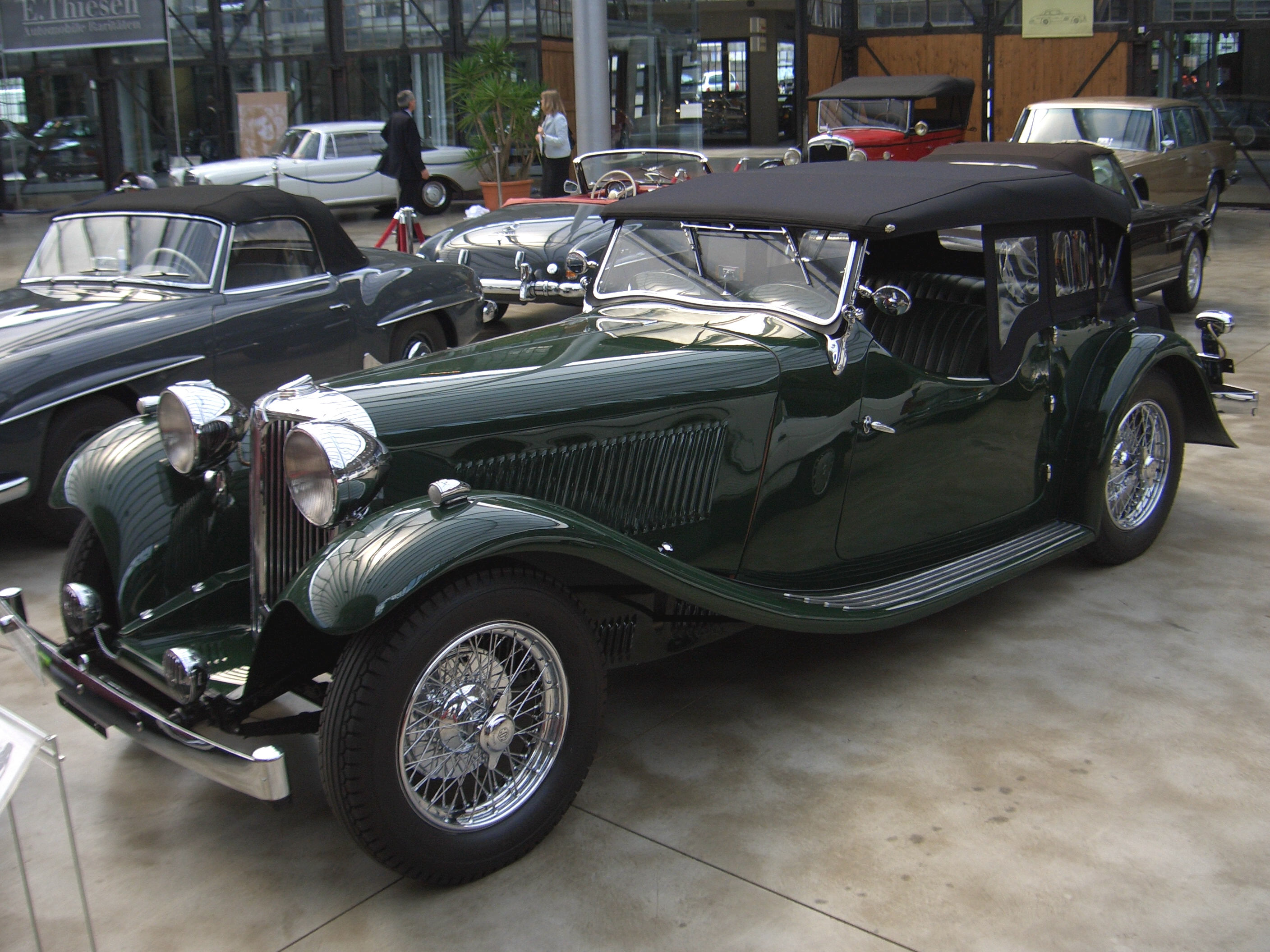
SS I Tourer

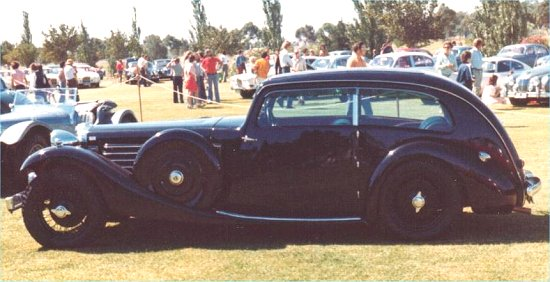
SS Airline coupé

SS 1 byl sportovní automobil vyráběný britskou firmou Swallow Sidecar Company, v roce 1933 přejmenovanou na SS Cars Limited. Jednalo se o první vlastní automobil značky Swallow, vyráběný mezi lety 1932 a 1936.
SS 1 se poprvé představil na londýnském autosalonu Olympia Motor Show 9. 10. 1931. Díky své malé výšce, dobrým jízdním vlastnostem a spolehlivému motoru budil velký zájem mezi laiky i odborníky. Největší předností byla jeho cena - za 310 liber dostal zákazník mnohem více než u konkurence. Zároveň s modelem SS1 se představil také menší bratrský model SS 2.
Vůz vznikl na podvozku Standard Ensign, který musel být pozměněn, aby byly zachovány nízké proporce vozu. Jako pohon posloužil opět motor od firmy Standard s označením 16 HP. Jednalo se o šestiválec s objemem 2054 cm3 a výkonem 45 k (33,4 kW) nebo za příplatek 10 liber s objemem 2552 cm3 a výkonem 55 k (40,5 kW). Karoserii navrhl Cyril Holland, který navrhoval i dřívější karoserie značky Swallow. Přesto okázalé sportovní linie vozu slibovaly více než mohl poskytnou motor Standard. Zrychlení z 0 na 100 km/h okolo 30 s a max. rychlost zhruba 112 km/h nedělaly z SS 1 rychlé auto. Za tuto dobu se prodalo celkem 502 exemplářů. Proto se v roce 1932 představila nová verze s motorem Standard 20 HP se zvýšeným výkonem, kterého bylo dosaženo zvýšením objemu motoru a zlepšení konstrukce výfukového potrubí. Vůz také dostal splývavější blatníky, stupačky a snížila se i linie střechy. K příznivějším jízdním vlastnostem přispěl i nový, stabilnější podvozek s delším rozvorem. Tato druhá generace byla úspěšnější, prodalo se přes 1 200 vozů.
Zprvu se prodávalo pouze provedení Coupé, ke kterému v roce 1933 přibyl otevřený Tourer. V roce 1934 měll premiéru nové provedení Saloon. Vzhledem se od typu Coupé lišil malými zadními okny pro cestující na zadních sedadlech, lehce pozměněnými blatníky a zakrytým rezervním kolem. V témže roce se představil pozměněný motor Standard s vyšším zdvihem. Ale ani tento motor nesplňoval nároky pro sportovní vůz SS a tak byl pozván známý ladič motorů Harry Weslake, který dokázal jeho objem zvýšit. Tímto se značka SS zařadila mezi automobilové výrobce a přestala být považována pouze za karosářskou firmu.

## SS I Tourer a Airline coupé
V roce 1933 začala výroba otevřeného čtyřsedadlového vozu s označením Tourer na základě modelu SS 1. Po mechanické stránce se vůz nijak nelišil od provedení Coupé. Jako obrana proti proudícímu vzduchu při sklopení čelního skla byla palubní deska vyvýšená. Jak bylo zvykem u podobných automobilů té doby, byly dveře na horní hraně vykrojené, aby si mohli cestující vystrčit lokty z úzkého kokpitu. Varianta Tourer se oproti modelům Coupé či Saloon lépe prosazovalo na motoristických závodech, a to především ty s většími motory. Dokazuje to účast na prestižní Alpské rally (1933), kde se vozy SS umístily na šestém a osmém místě v konkurenci silnějších vozů Bugatti. V témže roce získal jeden SS 1 Tourer vítězství na náročné Skotské rally. Model Tourer se vyráběl do roku 1934 a vyrobilo se pouhých 150 exemplářů. Jeden z nich vlastnil i ředitel firmy William Lyons.
V roce 1935 se představil automobil SS Airline Saloon. Vyznačovala se moderní proudnicovou karoserií, jejíž zvláštností byly mimo jiné chybějící sloupky mezi bočními okny. Dostala také více skloněné čelní sklo. Okázalá limuzína poskytovala do té doby u značky SS nevídaný luxus, do interiéru ovšem mohl pronikat hluk a teplo motoru. Problémem byly také těžké dveře, které velmi namáhaly závěsy jasanové karoserie. Navzdory těmto problémům je mnohými odborníky typ Airline coupé považován za nejhezčí model značky SS vůbec.